# فرانك لاميرز
فرانك لاميرز (بالهولندية: Frank Lammers)‏ هو مذيع ومؤدي ومخرج وممثل هولندي، ولد في 10 أبريل 1972 في هولندا. من الجوائز التي نالها جائزة العجل الذهبي عن فئة أفضل ممثل ‏ سنة 2006.

## جوائز
- جائزة العجل الذهبي عن فئة أفضل ممثل [الإنجليزية]‏ (2006)

## وصلات خارجية
- فرانك لاميرز على موقع IMDb (الإنجليزية)
- فرانك لاميرز على موقع قاعدة بيانات الأفلام العربية
- فرانك لاميرز على موقع ألو سيني (الفرنسية)
- فرانك لاميرز على موقع ميوزك برينز (الإنجليزية)
- فرانك لاميرز على موقع أول موفي (الإنجليزية)
- فرانك لاميرز على موقع قاعدة بيانات الأفلام السويدية (السويدية)
- فرانك لاميرز على موقع ديسكوغز (الإنجليزية)
- فرانك لاميرز على موقع قاعدة بيانات الفيلم (الإنجليزية)
- فرانك لاميرز على موقع كينوبويسك (الروسية)